# Peter Koech
Pour les articles homonymes, voir Koech.
Peter Koech, né le 18 février 1958 à Kilibwoni, est un athlète kenyan qui courait sur les longues distances.
Il a remporté la médaille d'argent sur 3 000 m steeple aux Jeux olympiques d'été de 1988 à Séoul et a été détenteur du record du monde de cette distance en 8 min 05 s 35.

## Palmarès

### Jeux olympiques
- Jeux olympiques d'été de 1988 à Séoul ( Corée du Sud)
  -  Médaille d'argent sur 3 000 m steeple

## Records
- Record du monde du 3 000 steeple en 8 min 05 s 35 le 3 juillet 1989 à Seattle (amélioration du record d'Henry Rono, sera battu par Moses Kiptanui)